# 亞歷山大·居伊·潘格雷
亞歷山大·居伊·潘格雷（Alexandre Guy Pingré，1711年9月4日—1796年5月1日）是一位法國修士、天文學家和海軍地理學家。

## 生平
亞歷山大·居伊·潘格雷出生於巴黎，但在瓦茲省桑利斯的聖文森特修道院接受教士的教育，並在十六歲時加入了修道院。 1735年，他被任命為牧師後，被任命為學校的神學教授。

## 科學
亞歷山大·居伊·潘格雷從小就對天文學產生了興趣，1749年他被任命為新成立的魯昂學院天文學教授。他最終被任命為巴黎聖女日南斐法修道院圖書館員和該大學的校長。他在聖女日南斐法修道院建造了一座天文台，並在那裡繼續工作了四十年。
不幸的是，亞歷山大·居伊·潘格雷的健康狀況和視力都不佳，所以他的觀察能力有限，但他確實贏得了優秀數學家的聲譽。當他發現拉卡伊在1749年的月食計算中存在四分鐘的誤差時，他引起了科學界的關注。他在觀察了水星凌日之後，成為了法國科學院的通訊院士。1757年，他開始對彗星產生興趣，並發表了一篇關於彗星理論和觀測歷史的論文。
隨後，他根據皮埃爾·夏爾·勒莫尼耶著作出版了一本包含月球表的航海年曆。1761年金星凌日期間，潘格雷參加了皇家學院組織的三次觀測活動之一，前往馬達加斯加附近的羅德里格斯島，但未能成功。隨後，潘格雷否定喬瓦尼·巴蒂斯塔·奧迪弗雷迪（Giovanni Battista Audiffredi）的觀察結果的引發了一場科學爭論。
1767年，他與查爾斯·梅西耶一起航行到波羅的海，測試航海天文鐘。兩年後，他加入了前往海地，成功觀察1769年金星凌日。1771年，他與讓-夏爾·博爾達（Jean-Charles de Borda）一起參加了在凡爾登·德·拉·克雷恩中尉指揮下的護衛艦弗洛爾號的科學任務。
法國大革命期間，亞歷山大·居伊·潘格雷的修道院被鎮壓，他因此陷入貧困。然而，在天文學家傑羅姆·拉朗德的支持下，他得以繼續發表自己的作品，直到1796年去世，拉朗德為他從國民議會獲得3,000法郎的資助。

## 榮譽
月球上的潘格雷環形山和小行星12719均以他的名字命名。

## 相關文獻
- Notice généalogique, rédigée par Pingré lui-même, ms. 1977 de la Bibliothèque Sainte-Geneviève
- Prony, in Mémoires de l'Institut National..., tome I, Paris, an VI
- （英文） Catholic Encyclopedia, article « Alexandre Guy Pingré ».
- Le Livre d'orgue du Père Pingré : Anonymes français du XVIIIe siècle, restitution : Jean Bonfils; Paris, éditions de la Schola Cantorum, 1964.
- Plongeron, Bernard. . Paris: J. Vrin. 1964.